# Pseudopecoelus nassamani
Pseudopecoelus nassamani är en plattmaskart. Pseudopecoelus nassamani ingår i släktet Pseudopecoelus och familjen Opecoelidae. Inga underarter finns listade i Catalogue of Life.